# Cauvicourt
Cauvicourt és un municipi francès situat al departament de Calvados i a la regió de Normandia. L'any 2007 tenia 420 habitants.

## Demografia

### Població
El 2007 la població de fet de Cauvicourt era de 420 persones. Hi havia 167 famílies de les quals 27 eren unipersonals (12 homes vivint sols i 15 dones vivint soles), 66 parelles sense fills, 62 parelles amb fills i 12 famílies monoparentals amb fills.
La població ha evolucionat segons el següent gràfic:
Habitants censats

### Habitatges
El 2007 hi havia 179 habitatges, 166 eren l'habitatge principal de la família i 13 estaven desocupats. 178 eren cases i 1 era un apartament. Dels 166 habitatges principals, 146 estaven ocupats pels seus propietaris, 19 estaven llogats i ocupats pels llogaters i 1 estava cedit a títol gratuït; 5 tenien dues cambres, 21 en tenien tres, 43 en tenien quatre i 98 en tenien cinc o més. 136 habitatges disposaven pel capbaix d'una plaça de pàrquing. A 58 habitatges hi havia un automòbil i a 98 n'hi havia dos o més.

### Piràmide de població
La piràmide de població per edats i sexe el 2009 era:
| Homes | Edats   | Dones |
| ----- | ------- | ----- |
| 0     | 95 o +  | 0     |
| 0     | 90 a 94 | 0     |
| 0     | 85 a 89 | 4     |
| 0     | 80 a 84 | 0     |
| 4     | 75 a 79 | 0     |
| 8     | 70 a 74 | 8     |
| 12    | 65 a 69 | 12    |
| 8     | 60 a 64 | 4     |
| 4     | 55 a 59 | 8     |
| 20    | 50 a 54 | 16    |
| 12    | 45 a 49 | 28    |
| 12    | 40 a 44 | 8     |
| 16    | 35 a 39 | 24    |
| 12    | 30 a 34 | 20    |
| 12    | 25 a 29 | 8     |
| 8     | 20 a 24 | 8     |
| 32    | 15 a 19 | 24    |
| 8     | 10 a 14 | 12    |
| 16    | 5 a 9   | 8     |
| 8     | 0 a 4   | 20    |

## Economia
El 2007 la població en edat de treballar era de 272 persones, 204 eren actives i 68 eren inactives. De les 204 persones actives 194 estaven ocupades (97 homes i 97 dones) i 12 estaven aturades (7 homes i 5 dones). De les 68 persones inactives 35 estaven jubilades, 19 estaven estudiant i 14 estaven classificades com a «altres inactius».

### Ingressos
El 2009 a Cauvicourt hi havia 167 unitats fiscals que integraven 437 persones, la mediana anual d'ingressos fiscals per persona era de 20.138 €.

### Activitats econòmiques
Dels 6 establiments que hi havia el 2007, 1 era d'una empresa extractiva, 1 d'una empresa de fabricació d'altres productes industrials, 1 d'una empresa de comerç i reparació d'automòbils, 1 d'una empresa de transport i 2 d'empreses d'hostatgeria i restauració.
L'únic servei als particulars que hi havia el 2009 era un restaurant.
L'any 2000 a Cauvicourt hi havia 12 explotacions agrícoles que ocupaven un total de 942 hectàrees.

## Equipaments sanitaris i escolars
El 2009 hi havia una escola elemental integrada dins d'un grup escolar amb les comunes properes formant una escola dispersa.

## Poblacions més properes
El següent diagrama mostra les poblacions més properes.